# La Cruz, Tezontepec de Aldama
La Cruz är en ort i Mexiko.   Den ligger i kommunen Tezontepec de Aldama och delstaten Hidalgo, i den sydöstra delen av landet, 80 km norr om huvudstaden Mexico City. La Cruz ligger 2 022 meter över havet och antalet invånare är 1 718.
Terrängen runt La Cruz är platt söderut, men norrut är den kuperad. Terrängen runt La Cruz sluttar norrut. Runt La Cruz är det tätbefolkat, med 297 invånare per kvadratkilometer. Närmaste större samhälle är Tula de Allende, 17,5 km sydväst om La Cruz. Omgivningarna runt La Cruz är en mosaik av jordbruksmark och naturlig växtlighet.